# Jakob Dolenc
Jakob Dolenc, slovenski kmet, član organizacije TIGR in partizan, 29. januar 1902, zaselek Čermelice pri Prestranku, † 22. oktober 1982, Prestranek.
V organizaciji TIGR je začel delovati leta 1928. Tesno je sodeloval z Ivanom Vadnalom, Francem Slugo in Jakobom Semcem. S člani te trojke je nosil orožje čez državno mejo iz Kraljevine Jugoslavije na okupirano Primorsko. Bil pa je tudi zelo prizadeven pri raznašanju prepovedane literature po vaseh v okolici Pivke. Fašistična policija ga je aretirala 26. junija 1940, ko se je zadrževal v Čermelicah. Sodišče v Trstu ga je obsodilo na 30 let zapora. Po kapitulaciji fašistične Italije se je vrnil domov in se na začetku decembra 1943 povezal z Osvobodilno fronto. S še dvema partizanoma je 29. decembra 1943 ustanovil partizansko tehniko in istočasno prevzel rajonski odbor OF Postojna-okolica. Aprila 1944 je bil dodeljen partizanski tehniki Podnanos, jo oskrboval s hrano in materialom ter tudi drugače pomagal.